# Мальборкское воеводство
Мальборкское воеводство (пол. Województwo malborskie) — административно-территориальная единица Короны Польской, затем Речи Посполитой. Существовало в 1466—1772 годах.
Мальборкское воеводство было создано на основе земель Тевтонского ордена. В 1466 году после Тринадцатилетней войны между Польским королевством и Тевтонским орденом (1454—1466) Королевская Пруссия была включена в состав Польши.
Мальборкское воеводство входило в состав Великопольской провинции и принадлежало к региону Королевская Пруссия. Располагалось в западной части Речи Посполитой, на западе Королевской Пруссии. Центр воеводства — город Мальборк. Площадь воеводства составляла 2096 км². Возглавлялось воеводами мальборкскими. Сеймик воеводства собирался в городе Штум. Мальборское воеводство представляли в Сенате Речи Посполитой 3 сенатора. Состояло из четырёх повятов.
В 1772 году после Первого раздела Речи Посполитой Мальборкское воеводство было ликвидировано и присоединённое к Прусскому королевству. Территория воеводства вошла в состав прусской провинции Западная Пруссия.

## Административное устройство
- Эльблонгский повят — Эльблонг
- Кишпорский повят — Кишпорк
- Мальбурский повят — Мальборк
- Штумский повят — Штум